# Uno Baldestål
Uno Oskar Baldestål, född 13 februari 1913 i Tåssjö församling, Kristianstads län, död 23 juni 1981 i Johannes församling, Stockholm, var en svensk konstnär.
Baldestål var som konstnär autodidakt och han bedrev självstudier under resor till bland annat Frankrike och Italien. Hans konst består av stilleben och gatumotiv från Paris och Venedig ofta med en stor kontrastverkan och kraftig kolorit.